# أليس إيتنجر
أليس إتينجر (8 أكتوبر 1899-14 أبريل 1993) أخصائية أشعة وأستاذة طبية بارزة. وهي مواطنه ألمانية، تدربت هناك قبل مجيئها إلى كلية الطب بجامعة تافتس. لقد جاءت لزيارة بوسطن لعرض تقنية التصوير الموضعي للأفلام، وقررت البقاء في تافتس بشكل دائم.
ارتبطت أليس إيتنجر بالمدرسة حتى بلغت 86 عامًا. حصلت على اعتراف من العديد من جمعيات الأشعة، وأنشأت تافتس كرسيًا موهوبًا باسمها. عززت تقنية الفيلم الموضعي بشكل كبير من قدرات التشخيص بالأشعة السينية في الولايات المتحدة، لا سيما في التصوير المعدي المعوي.

## النشأة والتعليم
ولدت أليس إيتنجر في برلين بألمانيا في 8 أكتوبر 1899، وحضرت المدرسة في صالة تشاميسو للألعاب الرياضية في برلين وكانت عضوًا في فصل التخرج لعام 1919. واصلت ألأيس متابعة دراستها للحصول على شهادة في الطب من جامعة ألبرت لودفيج في فرايبرج. تخرجت في عام 1924، وأكملت إقامتها وتدريبها في الطب الباطني والأشعة في عيادة شاريت الثانية التابعة لجامعة فريدريش فيلهلم.
عند الانتهاء من إقامتها، ذهبت أليس للعمل مع الدكتور هانز هاينريش بيرج، الذي اشتهر عالميًا بعمله في علم الوراثة. اخترع جهازًا جديدًا يسمح بالتقاط الصور الفلورية وطباعتها على فيلم الأشعة السينية. كان التنظير الفلوري تقنية شائعة بالأشعة السينية في ذلك الوقت، ولكن عيب هذه الطريقة هو أنها لم تترك صورة دائمة على الفيلم حتى تم تقديم جهاز بيرج. 

## انتقالها إلى الولايات المتحدة
في عام 1932، بعد أن عملت أليس تحت وصاية بيرج وتوجيهاته لأكثر من عامين، كتب الدكتور جوزيف برات من كلية تافتس للطب ومستوصف بوسطن إلى بيرج وطلب من أحد أجهزته الثورية بالإضافة إلى أحد أعضاء فريقه أن يوضح الاستخدام ؛ تم اختيار أليس لهذه المهمة. سافرت من برلين إلى بوسطن مع جهاز التصوير الفوري في حقيبتها. كانت أليس ستبقى في الولايات المتحدة لمدة ستة أسابيع فقط، لكنها انتقلت بشكل دائم إلى بوسطن، لتنضم إلى هيئة التدريس في كلية الطب بجامعة تافتس أتاح تقديم أليس للفيلم الموضعي إمكانية إمكانات التصوير المعدي المعوي الحديثة في الولايات المتحدة.
بعد سبع سنوات من وصولها، أصبحت أليس أول اختصاصية أشعة في مستوصف بوسطن ومستشفى نيو إنجلاند الطبي في عام 1939. ثم أطلقت برنامج الإقامة للأشعة في جامعة تافتس وشاركت في إنشاء برنامج جامعة نورث إيسترن لفنيي الأشعة السينية، وهو الأول من نوعه. تم الإعلان عن إيتنجر كأستاذة ورئيس قسم الأشعة في كلية الطب بجامعة تافتس في عام 1959.
كانت أليس من أوائل أخصائيي الأشعة الذين أدركوا أن الصبغة المستخدمة في ممارسات التصوير الشائعة يمكن أن تلحق الضرر بكليتي المريض. بصفتها مهاجرة يهودية ألمانية، عملت أليس على المساعدة في تعيين مهاجرين يهود آخرين بوظائف خلال الحرب العالمية الثانية.

## الأوسمة والجوائز
في عام 198 ، حصلت أليس على الميدالية الذهبية من جمعية الأشعة في أمريكا الشمالية وفي عام 1984 فازت بجائزة الميدالية الذهبية من الكلية الأمريكية للأشعة عن الخدمة المتميزة والتفاني في مجال الأشعة. تقدم الجمعية الأمريكية لأخصائيي الأشعة جائزة أليس إيتنجر للإنجاز المتميز للاعتراف بمهنة الخدمة للجمعية ولمهنة الأشعة. 
خلال فترة عملها كأستاذة، اختارها طلابها لتلقي جائزة التدريس بالكلية لمدة ثلاثة عشر عامًا متتالية. هناك منصب موهوب باسمها في كلية الطب في تافتس، يُعرف باسم "كرسي إيتنجر دريفوس للأشعة".

## الحياة في وقت لاحق
تقاعدت أليس من منصب الرئيسة عام 1965، لكنها استمرت كطبيبة ممارس وأستاذة حتى تقاعدها عام 1985. ظلت مرتبطة ببرنامج تدريس الأشعة في جامعة تافتس حتى بلغت 86 عامًا. في عام 1993، توفيت إليس بسبب التهاب رئوي في دار لرعاية المسنين في نوروود، ماساتشوستس .